# 高松政雄
高松 政雄（たかまつ まさお、1909年1月10日 - 没年不詳）は、日本の俳優。
マキノ・プロダクション、京都日活、東宝映画撮影所、新東宝を経て、エヌ・エー・シーに所属していた。

## 出演作品

### 映画
- おかあさん（1952年、新東宝）
- 慈悲心鳥（1954年、新東宝）- 堀検事
- 下郎（1955年、新東宝）- 門弟・片品
- 検事とその妹（1956年、新東宝）- 堀川署長
- 風雲急なり大阪城 真田十勇士総進軍（1957年、新東宝）- 本多佐渡守
- 明治天皇と日露大戦争（1957年、新東宝）- 小野塚喜平次博士
- 女王蜂（1958年、新東宝）- 大田原
- 阿波狸変化騒動（1958年、新東宝）- 夷山の円福寺狸
- 女体棧橋（1958年、新東宝）- 今井
- 女吸血鬼（1959年、新東宝）- 榊原博士
- 激闘の地平線（1960年、新東宝）- 笠松三等陸佐
- 松川事件（1961年、松川事件劇映画制作委員会）- 杉浦三郎

### テレビドラマ
- 影の地帯（1962年、TBS）
- NHK大河ドラマ（NHK）
  - 花の生涯（1963年）- 阿部伊勢守
  - 竜馬がゆく（1968年） - 土佐藩重役
  - 国盗り物語（1973年） - 長谷川宗仁
  - 元禄太平記（1975年） - 大友近江守
- 恐怖のミイラ（1961年、NTV / 宣弘社プロダクション）
- 鉄道公安36号 第5話「片道切符」（1962年、NET / 東映）
- 短い短い物語 第60話「絶対反対」（1962年、NET）
- 隠密剣士（TBS / 宣弘社）
  - 第二部 忍法甲賀衆（1963年） - 田辺孫太夫
  - 第六部 続 風摩一族（1964年） - 神代内記
- 海の畑（1963年、NHK）
- 特別機動捜査隊（NET / 東映）
  - 第96話「不信の季節」（1963年）
  - 第233話「続大噴煙」（1966年）
  - 第438話「汚れたウエディング・ドレス」（1970年） - 客
  - 第466話「10年目の事件」（1970年） - 裁判官
  - 第561話「ある警察官」（1972年） - 佐川
- 樅の木は残った（1964年、東京12チャンネル）
- 怪獣ブースカ 第15話「バラサで行こう!」（1967年、TBS / 円谷プロ） - 埋蔵金の持ち主
- 渥美清の泣いてたまるか（TBS / KHK）
  - 第9回「おお独身くん！」（1966年）
  - 第21回「ああ高砂や」（1966年）
  - 第36回「まんが人生」（1967年）
- 三匹の侍 第5シリーズ 第19話「冬の旅」（1968年、CX）
- 昔の九郎 第3話（1968年、NTV）
- 新・日本剣客伝 第3話「伊藤一刀斎」（1969年、NET / 東映）
- 旗本退屈男 第14話・第23話（1970年、CX / 東宝）
- 鬼平犯科帳 第1シリーズ （1969年-1970年、NET / 東宝）
  - 第31話「女の毒」‐ 清兵衛
  - 第51話「艶婦の毒」‐ 浦部源六郎
  - 第56話「金太郎そば」- 醤油酢問屋 横田屋五郎吉
- 第二の結婚（1971年、TBS）
- 大忠臣蔵（1971年、NET）- 小山屋の主人
- 人形佐七捕物帳 第17話「八つ目鰻」（1971年、NET / 東宝） - 卯兵衛
- 天皇の世紀（1971年、ABCテレビ / 国際放映） - 太田資始
- 一心太助 第3話「木鼠小僧御用」（1971年、CX / 国際放映）
- 火曜日の女シリーズ「幻の女」（1971年、NTV）
- 浮世絵 女ねずみ小僧 第2シリーズ 第4話「逢いたい見たい恋したい」（1972年、CX / 三船プロダクション）
- 鬼平犯科帳 第2シリーズ
  - 第6話「おしげ」(1971年、NET/東宝) - 伊勢屋太兵衛
  - 第14話「平松屋おみつ」（1972年、NET / 東宝） - 利七
- 木曽街道いそぎ旅 第2話「内山峠で女鴉が泣く」（1973年、CX / C.A.L.）
- 子連れ狼 第8話「堺筒」（1973年、NTV / ユニオン映画）
- 荒野の用心棒 第32話「肌色の影は過去を秘めて・・・」（1973年、NET / 三船プロダクション） - 田兵衛
- 無宿侍 第11話（1973年、CX）
- たけくらべ（1974年、NET）
- 幡随院長兵衛お待ちなせえ（1974年、NET / 東宝）
  - 第3話「刀に賭けた男意気」
  - 第21話「命果つる日」
- 八州犯科帳 第3話（1974年、CX / C.A.L.）
- イナズマンF 第19話「イナズマン デスパー軍団に入隊す!!」（1974年、NET / 東映）
- 大盗賊 第12話「鬼面をはがせ!」（1974年、CX / 国際放映）
- 破れ傘刀舟悪人狩り （NET / 三船プロダクション）
  - 第7話「忘却の女」（1974年）
  - 第46話「鞭を振る女」（1975年） - 治三郎
- 太陽にほえろ!（NTV / 東宝）
  - 第118話「信じあう仲間」（1974年）
  - 第161話「話したい!」（1975年）
  - 第276話「初恋」（1977年）
  - 第317話「殺人者に時効はない」（1978年）
  - 第349話「見知らぬ乗客」（1979年）
  - 第357話「犯罪スケジュール」（1979年）
- 伝七捕物帳 第67話「幼なじみに恋が散る」（1975年、NTV / ユニオン映画）
- はぐれ刑事 第12話「傷痕」（1975年、NTV / 国際放映）
- がんばれ!!ロボコン 第46話「ナムリンコン お百度まいり一万回」（1975年、NET / 東映）- お百度参りを教えた老人
- Gメン'75　第67話「部長刑事暗殺」（1976年、TBS）−港南署署長
- 同心部屋御用帳 江戸の旋風II（1976年、CX / 東宝）
  - 第7話「深川父子唄」
  - 第17話「五年目の千鳥橋」
- 大江戸捜査網（東京12チャンネル / 三船プロダクション）
  - 第142話「必殺! 捨身の勝負」（1976年）
  - 第146話「鈴の音が俺を呼んだ!」（1976年）
  - 第260話「闇を裂く女賊の哀愁」（1978年）
- 特捜最前線（1977年、テレビ朝日 / 東映）
  - 第16話「悲曲・断崖の女」
  - 第23話「女と刑事の子守唄」
- 達磨大助事件帳 第14回「暗闇に女の罠」（1978年、テレビ朝日 / 国際放映）
- 若さま侍捕物帳 第2話「参上!!男の花道」（1978年、テレビ朝日 / KHK） - 召使の爺
- コメットさん（1978年、TBS）
- 西遊記（1978年、NTV / KHK） - 法明和尚
- 騎馬奉行 第1話「憎い男の初仕事」（1979年、CX / 東映東京撮影所）
- 半七捕物帳 第20話「槍突き無情」（1979年、テレビ朝日 / 歌舞伎座テレビ）
- ぼくら野球探偵団 第18話「ミイラの呪い? 透明人間赤マント」（1980年、東京12チャンネル / 円谷プロ）
- 猿飛佐助 第11話「甲賀忍法 風神火傘」（1980年、NTV / 国際放映）
- 旅がらす事件帖 第17話「明日に別れのたむけ花」（1981年、CX / KHK）
- 仇討選手（1981年、CX / 国際放映）
- 同心暁蘭之介 第1話「同心の泣いた日」（1981年、CX）